# Euselasia fabia
Euselasia fabia is een vlindersoort uit de familie van de prachtvlinders (Riodinidae), onderfamilie Euselasiinae.
Euselasia fabia werd in 1903 beschreven door Godman.